# Casa de Cinema de Porto Alegre
A Casa de Cinema de Porto Alegre é uma produtora de cinema independente, fundada em dezembro de 1987 por um grupo de onze cineastas gaúchos na forma de uma cooperativa.
Em 1991, tornou-se uma produtora independente, com seis sócios: Carlos Gerbase (roteirista e diretor), Giba Assis Brasil (diretor, roteirista e montador), Jorge Furtado (roteirista e realizador), Ana Luiza Azevedo (roteirista e diretora), Nora Goulart (produtora) e Luciana Tomasi (produtora).
Durante todos estes anos, a Casa produziu dezenas de filmes e vídeos, além de programas de televisão (especiais e séries), cursos de roteiro e de introdução à realização cinematográfica, fóruns de debates e programas eleitorais para televisão.
Em 2007, a Casa de Cinema recebeu o Troféu Eduardo Abelin do Festival de Cinema de Gramado, concedido pela primeira vez a uma instituição.
Em setembro de 2011, houve uma nova alteração na composição da Casa. Os quatro sócios atuais são Ana Luiza Azevedo, Giba Assis Brasil, Jorge Furtado e Nora Goulart.

## Principais filmes
Longas
- Tolerância (2000), direção de Carlos Gerbase;[3]
- Houve uma vez dois verões (2002), direção de Jorge Furtado;
- O homem que copiava (2003), direção de Jorge Furtado;
- Meu tio matou um cara (2004), direção de Jorge Furtado;
- Sal de prata (2005), direção de Carlos Gerbase;
- Saneamento básico, o filme (2007), direção de Jorge Furtado;
- 3 Efes (2007), direção de Carlos Gerbase;
- Antes que o Mundo Acabe (2010), direção de Ana Luiza Azevedo;
- Doce de Mãe (2013), direção de Jorge Furtado e Ana Luiza Azevedo.

Coproduções
- Felicidade é... (1995), direção de José Pedro Goulart (episódio Sonho), José Roberto Torero (episódio Bolo), Cecílio Neto (episódio Cruz) e Jorge Furtado (episódio Estrada);
- Bens confiscados (2005), dirigido por Carlos Reichenbach.

Curtas
- Interlúdio (1983), dirigido por Carlos Gerbase e Giba Assis Brasil;
- Temporal (1984), dirigido por Jorge Furtado e José Pedro Goulart, premiado no 12º Festival do Cinema Brasileiro de Gramado, em 1984, como melhor direção de curta-metragem gaúcho, e no 2º Rio Cine Festival, em 1984, como melhor curta, melhor direção de curta e melhor fotografia de curta;[4]
- O dia em que Dorival encarou a guarda (1986), dirigido por Jorge Furtado e José Pedro Goulart, premiado no 1º Prêmio Iecine (do governo do estado do Rio Grande do Sul), com apoio à produção; no 14º Festival do Cinema Brasileiro de Gramado, em 1986, como melhor curta nacional (dividido no júri oficial, e sozinho no júri popular e no prêmio da crítica), melhor ator de curta (João Acaiabe) e mais quatro prêmios regionais: melhor filme, melhor direção, melhor fotografia e melhor montagem; Troféu Scalp de 1986, como destaque do ano em cinema; no 21º Festival de Cinema Iberoamericano de Huelva (Espanha), em 1986, como melhor curta metragem de ficção; no 8º Festival Internacional do Novo Cinema Latino-americano de Havana (Cuba), em 1986, como melhor curta de ficção; exibido na mostra Os 10 melhores curtas brasileiros da década de 80, no Cineclube Estação Botafogo (Rio de Janeiro), em 1990;[5]
- Passageiros (1987), dirigido por Carlos Gerbase e Glênio Póvoas, premiado no 1º Prêmio Iecine com apoio à produção; e no 15º Festival do Cinema Brasileiro de Gramado, em 1987, como melhor curta gaúcho e melhor montagem de curta gaúcho;[6]
- Barbosa (1988), dirigido por Jorge Furtado e Ana Luiza Azevedo, premiado no 16º Festival do Cinema Brasileiro de Gramado, em 1988, como melhor montagem de curta nacional, melhor roteiro de curta gaúcho e melhor direção de curta gaúcho; no 21º Festival do Cinema Brasileiro de Brasília, em 1988, como melhor roteiro; na 11ª Jornada de Cinema e Vídeo do Maranhão (São Luís), em 1988, como melhor argumento, melhor roteiro, melhor montagem e destaque do júri; no 10º Festival do Novo Cinema Latino-americano de Havana, em 1988, como melhor curta metragem de ficção; exibido na mostra Os 10 melhores curtas brasileiros da década de 80, no Cineclube Estação Botafogo (Rio de Janeiro), em 1990;[7]
- Aulas muito particulares (1988), dirigido por Carlos Gerbase;
- Ilha das Flores (1989), dirigido por Jorge Furtado, premiado no 17º Festival do Cinema Brasileiro de Gramado, em 1989, como melhor filme de curta metragem (júri oficial, júri popular e prêmio da crítica), melhor roteiro, melhor montagem, e mais quatro prêmios regionais: melhor filme, melhor direção, melhor roteiro e melhor montagem; no 40º International Filmfestival (Berlim), em 1990, com Urso de Prata para curta metragem; com Prêmio Air France (Rio de Janeiro), em 1990, como melhor curta metragem brasileiro; com Prêmio Margarida de Prata da CNBB (Brasília), em 1990, como melhor curta-metragem; no 3º Festival Internacional do Curta-metragem de Clermont-Ferrand (França), em 1991, com prêmio especial do júri e como melhor filme pelo júri popular; no American Film and Video Festival (Nova Iorque), em 1991, com Blue Ribbon Award; no 7º No-budget Kurzfilmfestival em Hamburgo (Alemanha), em 1991, como melhor filme; no Festival International du Film de Region de Saint Paul (França), em 1993, como melhor filme; e exibido na mostra Os 10 melhores curtas brasileiros da década de 80, no Cineclube Estação Botafogo (Rio de Janeiro), em 1990;[8]
- O amor nos anos 90 (1989), criação dos alunos do primeiro curso de Introdução ao Fazer Cinema, premiado no 22º Festival do Cinema Brasileiro de Brasília, em 1989, com o prêmio especial do júri; e Troféu Scalp de 1990, como destaque do ano em cinema (para os cursos Introdução ao Fazer Cinema);[9]
- A coisa mais importante da vida (1990), criação dos alunos do segundo curso de Introdução ao Fazer Cinema, premiado no 18º Festival do Cinema Brasileiro de Gramado, em 1990, como melhor roteiro de curta gaúcho; na 13ª Jornada de Cinema e Vídeo do Maranhão (São Luís), em 1990, com Troféu São Luis (destaque do júri oficial), Troféu Macunaíma (melhor filme segundo o Conselho Nacional de Cineclubes), e melhor argumento; o Troféu Scalp de 1990, como destaque do ano em cinema (para os cursos Introdução ao Fazer Cinema); e o Prêmio Quero-quero (Sindicato dos Artistas e Técnicos em Espetáculos de Diversões do Estado do Rio Grande do Sul), em 1990, como melhor filme gaúcho do ano;[10]
- O corpo de Flávia (1990), dirigido por Carlos Gerbase, premiado com o 2º Prêmio Iecine de 1989, com apoio à produção; no 18º Festival do Cinema Brasileiro de Gramado, em 1990, como melhor fotografia de curta gaúcho; na 13ª Jornada de Cinema e Vídeo do Maranhão (São Luís), em 1990, como destaque do júri popular (bloco dos quatro melhores filmes) e atriz revelação (Ana Moura);[11]
- Veja bem (1994), dirigido por Jorge Furtado;
- Deus ex-machina (1995), dirigido por Carlos Gerbase, premiado no 23º Festival de Gramado/Cinema Latino, em 1995, como melhor filme (júri oficial e prêmio da crítica), melhor diretor, melhor roteiro, melhor montagem, melhor música, melhor ator (Leverdógil de Freitas), e mais quatro prêmios regionais: melhor filme, melhor direção, melhor montagem e melhor fotografia; no 28º Festival do Cinema Brasileiro de Brasília, em 1995, como melhor filme (júri popular), melhor roteiro, melhor montagem, melhor contribuição à linguagem do curta; no 8º Festival Internacional do Curta-metragem de Clermont-Ferrand (França), em 1996, com menção especial do júri; 19º Guarnicê de Cinema e Vídeo (São Luís), em 1996, com destaque do júri oficial, destaque do júri popular, e melhor montagem, no 13º Rio-Cine Festival (Rio de Janeiro), em 1996 como melhor roteiro e melhor ator (Leverdógil de Freitas); integrante da Mostra Os 30 clássicos do curta brasileiro na década de 90, a partir de seleção feita por personalidades do cinema do Brasil;[12]
- Felicidade é... estrada (1995), dirigido por Jorge Furtado;
- Um homem sério (1996), dirigido por Dainara Toffoli e Diego de Godoy, premiado no 4º Prêmio Iecine, em 1995, com apoio à produção; no 24º Festival de Gramado de Cinema Latino e Brasileiro, em 1996, como melhor curta (júri popular), melhor roteiro de curta, melhor ator (Ari França), melhor curta gaúcho, e prêmio especial de curta gaúcho (Ari França); no 29º Festival do Cinema Brasileiro de Brasília, em 1996, como melhor direção de arte; e no 16° Festival Cinematográfico Internacional del Uruguay (Montevidéu), em 1998, com menção especial;[13]
- Ângelo anda sumido (1997), dirigido por Jorge Furtado, premiado com o 4º Prêmio Iecine, em 1995, com apoio à produção; no 25º Festival de Gramado de Cinema Latino e Brasileiro, em 1997, como melhor direção de arte e prêmio especial para curta gaúcho; no 4º Vitória Cine Vídeo, em 1997, como melhor direção de arte; na 7ª Mostra Curta Cinema, em 1997, com prêmio aquisição Multishow; no 5º Festival de Cinema de Cuiabá, em 1998, como melhor roteiro; no 5º Cine Ceará (Fortaleza), em 1998, com Prêmio Samburá (melhor filme segundo a Federação de Cineclubes), melhor montagem e melhor trilha sonora; e no 16° Festival Cinematográfico Internacional del Uruguay (Montevidéu), em 1998, com menção especial;[14]
- Sexo & Beethoven - O reencontro (1997), dirigido por Carlos Gerbase, premiado com o 4º Prêmio Iecine, em 1995, com apoio à produção;
- O trampolim (1998), dirigido por Fiapo Barth, premiado no 26º Festival de Gramado de Cinema Latino, em 1998, como melhor curta gaúcho; e no 31º Festival do Cinema Brasileiro de Brasília, em 1998, como melhor montagem;[15]
- Três minutos (1999), dirigido por Ana Luiza Azevedo, premiado com o 6º Prêmio Iecine 1997-1998, com apoio à produção; no 27º Festival de Gramado de Cinema Latino e Brasileiro, em 1999, com prêmio especial do júri de curtas gaúchos; no 10º Festival Internacional de Curtas de São Paulo, em 1999, como destaque do júri popular (entre os 10 filmes mais votados), e seleção do Espaço Unibanco; no 7º Festival de Cinema e Vídeo de Cuiabá, em 1999, como melhor direção de arte; no 6º Vitória Cine Vídeo, em 1999, como melhor filme de ficção e melhor direção de arte; no 32º Festival de Brasília do Cinema Brasileiro, em 1999, como melhor filme de curta metragem; no 1º Grande Prêmio Cinema Brasil (Ministério da Cultura), em 2000, com Prêmio Humberto Mauro para o melhor curta-metragem; no 53º Festival de Cinema de Cannes (França), em 2000, como único curta brasileiro selecionado para a competição oficial; no 8º Festival de Capalbio (Itália), em 2001, com Prêmio Haibun para a melhor ideia criativa; e integrante da mostra Os 30 clássicos do curta brasileiro na década de 90, a partir de seleção feita por personalidades do cinema brasileiro;[16]
- O sanduíche (2000), dirigido por Jorge Furtado, premiado no 33º Festival de Brasília, em 2000, como melhor montagem; no 5º Festival de Cinema Luso-Brasileiro de Santa Maria da Feira (Portugal), em 2001, como melhor filme (júri oficial) e melhor filme (Federação de Cineclubes); no 3º Festival Internacional de Curtas de Belo Horizonte, em 2001, com prêmio da crítica (melhor filme da mostra internacional); no 29º Festival Iberoamericano de Huesca (Espanha), em 2001, como melhor roteiro (Premio Sociedad General de Autores y Editores); no 11º Cine Ceará (Fortaleza), em 2001, como melhor roteiro e Prêmio Samburá de melhor filme; no 29º Festival de Gramado, em 2001, com o prêmio especial do júri de curtas gaúchos; no 2º Festival Latino-Americano de Campo Grande (Mato Grosso do Sul), em 2001, como melhor curta de ficção, melhor roteiro, melhor direção e melhor ator (Felippe Mônnaco); no 12º Festival Internacional de Curtas de São Paulo, em 2001, com destaque do júri popular e Prêmio Espaço Unibanco; 6º Festival de Cinema Brasileiro de Miami, em 2002, como melhor filme (júri popular), melhor fotografia, melhor ator (Felippe Mônnaco) e melhor atriz (Janaína Kremer Motta); e no 5º Prêmio Kodak, em 2003, no bloco dos cinco melhores;[17]
- Dona Cristina perdeu a memória (2002) dirigido por Ana Luiza Azevedo, premiado com o 8º Prêmio Iecine em 2000, com apoio à produção; no 30º Festival de Gramado, em 2002, como melhor direção de curta e melhor direção de arte de curta; no 13º Festival Internacional de Curtas de São Paulo, em 2002, com destaque do júri popular (entre os 10 filmes mais votados) e prêmio aquisição Canal Brasil; no 35º Festival do Cinema Brasileiro de Brasília, em 2002, como melhor curta (prêmio da crítica) e Prêmio ANDI Cinema pela Infância; no 3º Fluxus, Festival Internacional de Cinema na Internet, em 2002, como melhor E-cinema (ficção, experimental, vídeo-arte); com o  3° Prêmio APTC, em 2002 como melhor filme, melhor direção e melhor roteiro; no 7º Cine PE - Festival do Audiovisual (Recife), em 2003, como melhor filme, melhor direção e Prêmio ABD; no 12º Divercine - Festival Internacional de Cine para Niños (Montevidéu), em 2003, como melhor curta de ficção e Prêmio OCIC; e no 2° Festival de Cinema e Vídeo de Campo Grande, como melhor curta-metragem (prêmio do júri popular);[18]
- Rummikub (2007), dirigido por Jorge Furtado;

Documentários
- Memória (1990), dirigido por Roberto Henkin;
- Esta vida não é sua (1991), dirigido por Jorge Furtado;
- A matadeira (1994), dirigido por Jorge Furtado;
- Ventre Livre (1994), dirigido por Ana Luiza Azevedo.

Séries de televisão
- Luna Caliente (1999), microssérie escrita por Jorge Furtado, Giba Assis Brasil e Carlos Gerbase para a Rede Globo;
- Contos de Inverno (2001), teledramaturgia com temas, linguagem, atores, roteiristas e diretores gaúchos em quatro episódios, para a RBS TV;
- Contos de Inverno 2002 (2002), sequência do projeto de 2001, composta por seis episódios de teledramaturgia gaúcha, para a RBS TV;
- Cena Aberta (2003), série de quatro episódios com Regina Casé, produzida para a Rede Globo.
- As Aventuras da Família Brasil (2009), série produzida para a RBS TV em quatro episódios de 15 minutos, a partir dos personagens das tirinhas de Luis Fernando Verissimo;
- Fantasias de uma Dona de Casa (2008), série em quatro episódios de 15 minutos produzida para a RBS TV;
- Fantasias de uma Dona de Casa (2009), série em quatro episódios de 15 minutos produzida para a RBS TV;
- Decamerão - A Comédia do Sexo (2009), com a Rede Globo;
- Mulher de Fases (2011), com a HBO - Primeira série da HBO gravada inteiramente em Porto Alegre;
- Doce de Mãe (2014), com a Rede Globo - Série de 14 episódios e sequência do telefilme homônimo.